# Vladimir Volkov
Ne doit pas être confondu avec Vladimir Volkoff.
Pour les articles homonymes, voir Volkov.
Vladimir Volkov (en serbe en écriture cyrillique : Bлaдимиp Boлкoв), né le 6 juin 1986 à Belgrade en Yougoslavie (auj. en Serbie), est un footballeur international serbe, puis monténégrin. Il occupe actuellement le poste de défenseur au Ermís Aradíppou.

## Biographie
Avec les clubs du Sheriff Tiraspol et du Partizan Belgrade, il participe aux tours préliminaires de la Ligue des champions.

## Palmarès
Sheriff Tiraspol
- Champion de Moldavie en 2009 et 2010.
- Vainqueur de la Coupe de Moldavie en 2009 et 2010.

 Partizan Belgrade
- Champion de Serbie en 2012, 2013 et 2015.